# Opereta
Opereta (frc. operette 'mala opera') je gledališko glasbeno delo. Pojavila se je v 18. stoletju iz oblik, ki so parodirale resno opero, tj. iz opere comique in singspiela). Iz operete sta se razvila kabaret in muzikal.

## Splošne značilnosti
Vsebina operete je komična in spominja na farso. Poleg govorjenega dialoga se v njej pojavljajo glasbeni vložki v obliki pesmi. Izvajajo jih pevci solisti, zbor in plesalci. Začne se z uverturo, ki v obliki venčka melodij predstavi teme vseh glavnih popevk, konča pa se z velikim pompoznim finalom vseh nastopajočih. Šale, pesmi in scena so sledili modi časa, glasba pa je morala biti enostavna in je morala ostati v ušesih poslušalca. Razcvet je opereta doživela v Parizu in na Dunaju.

## Vrste operet

### Pariška opereta
Pariška opereta je po vsebini družbeno kritična, šaljiva ter nesramna, vendar ne zlobna. Spominja na parodijo. Zaščitni znak francoske operete po letu 1830 je ples kankan, ki je precej erotičen. Med plesi sta pogosta tudi četvorka (kvadrilja) ter contredanse. Prve operete je pisal Hervé, najbolj znan pa je bil gotovo Jacques Offenbach. Skladatelji, ki so se zgledovali po Offenbachu so bili še Charles Lecocq, Edmond Audran, Robert Planquette ter André Messager.

### Dunajska opereta
Dunajska opereta je za razliko od francoske bolj malomeščanska in sentimentalna. Pogost pojav so ljubezenski trikotniki. Njen zaščitni znak je dunajski valček, rada pa poseže tudi po avstrijskih in madžarskih narodnih pesmih, čardašu, galopu, koračnici ter kadrilji. V melodiji je moč začutiti številne slovanske vplive, kar daje operi poseben čar. Glavni predstavniki dunajske operete so bili Franz von Suppé, Johann Strauss mlajši in Karl Millöcker. V začetku 20. stoletja so bili izjemno plodoviti skladatelji operet Franz Lehar, Oscar Straus, Leo Fall in drugi.

### Berlinska opereta
Berlinska opereta združuje elemente lokalne burke, revije ter parodije. Značilna je raba tipičnega nemškega humorja ter dialekta. Glavni pisci teh operet so Paul Lincke, Walter Kollo, John Gilbert, Leon Jesel in Walter Goetze.

### Angleška ter ameriška opereta
V Angliji niso uprizarjali samo francoskih in avstrijskih operet, temveč so pisali tudi svoje, čeprav opaznejše produkcije tam ni bilo. Najbolj znana skladatelja sta bila Arthur Sullivan in Sidney Jones. 
Opereta se je v začetku stoletja pojavila tudi v Ameriki. Najprej je tja prišla iz Evrope, nato pa so se z lastnimi deli izkazali Victor Herbert, Rudolf Friml in Sigmund Romberg. Kmalu se je tipična evropska opereta začela spreminjati v muzikal.

## Opereta na Slovenskem
Prva izvedba slovenske operete sega v leto 1872. Tega leta je bila izvedena opereta Tičnik Benjamina Ipavca. Nekatere so ostale neizvedene, druge pa so bile uprizorjene s strani raznih amaterskih skupin.
Mala gledališča so si finančno težko privoščila uprizoritev opernih del, veliko lažje je bilo na oder postaviti opereto, ki je bila scensko in zasedbeno veliko manj zahtevna.
O opereti na Slovenskem imamo ohranjenih le nekaj skromnih zapisov ter letakov, saj sta obe operni gledališči morali vse izvedbene materiale po drugi svetovni vojni poslati v Trst, ker opereta ni ustrezala tedanjemu političnemu dogajanju na slovenskih tleh. Tako so vse operetne predstave, ki so jih pred koncem druge svetovne vojne igrale različne amaterske skupine, utonile v pozabo.

### Seznam  slovenskih operet in njihovih skladateljev
| Skladatelji     | Opereta |
| --------------- | --- |
| Danilo Bučar    | Študentje smo (Maribor, 1933) |
| Janez Dobeic    | Ančka (Ljubljana, 1937) Slepa miš (Ljubljana, 1942) |
| Radovan Gobec   | Beg iz harema Habakuk (Maribor, 1940) Hmeljska princesa Planinska roža                                                                                              |
| Janko Gregorc   | Čudež olimpijade Desetnica Erika (Ljubljana, 1932) Izza kongresa Ljubezen naj živi Melodije srca (Ljubljana, 1943) Njena pomlad Oj, to Lectovo srce Pobožni grešnik |
| Jerko Gržinčič  | Miklavž prihaja Kneževič iz Trebizonde V kraljestvu pravljic Sneguljčica Materin spomin Rokovnjači                                                                  |
| Josip Jiranek   | Vse za šalo (Maribor, 1938; Ljubljana, 1939) |
| Marjan Kozina   | Majda (Maribor, 1935) |
| Josip Lavtižar  | Adam Ravbar Mlada Breda Grof in opat |
| Bogo Leskovic   | Helteja |
| Alojzij Mav     | Angel z avtom |
| Viktor Parma    | Caričine amazonke (Ljubljana, 1903 in 1912; Maribor, 1920) Nečak (Ljubljana 1907; Maribor, 1922) Venerin hram (Maribor, 1924) Zaročenec v škripcih                  |
| Marijan Pišl    | Mornarjeva nevesta |
| Josip Raha      | Pesem ljubezni |
| Pavel Rasberger | Ljubosumna Lenka Prebrisan amor (Maribor, 1935) Rdeči nageljni (Maribor, 1937) Zaroka na Jadranu (Maribor, 1939)                                                    |
| Ferdo Skok      | Martin Prismuk |
| Anton Stöckl    | Čarovnica |
| Saša Šantel     | Blejski zvon (Ljubljana, 1933) |
| Pavel Šivic     | Oj, ta prešmentana ljubezen (Ljubljana, 1931) |